# Prospekt Slavy (métro de Saint-Pétersbourg)
Pour les articles homonymes, voir Prospekt Slavy.
Prospekt Slavy (en russe : Международная) est une station de la ligne 5 du Métro de Saint-Pétersbourg. Elle est située dans le raïon de Frounzé, à Saint-Pétersbourg en Russie.
Mise en service en 2019, elle est desservie par les rames circulants sur la ligne 5.

## Situation sur le réseau

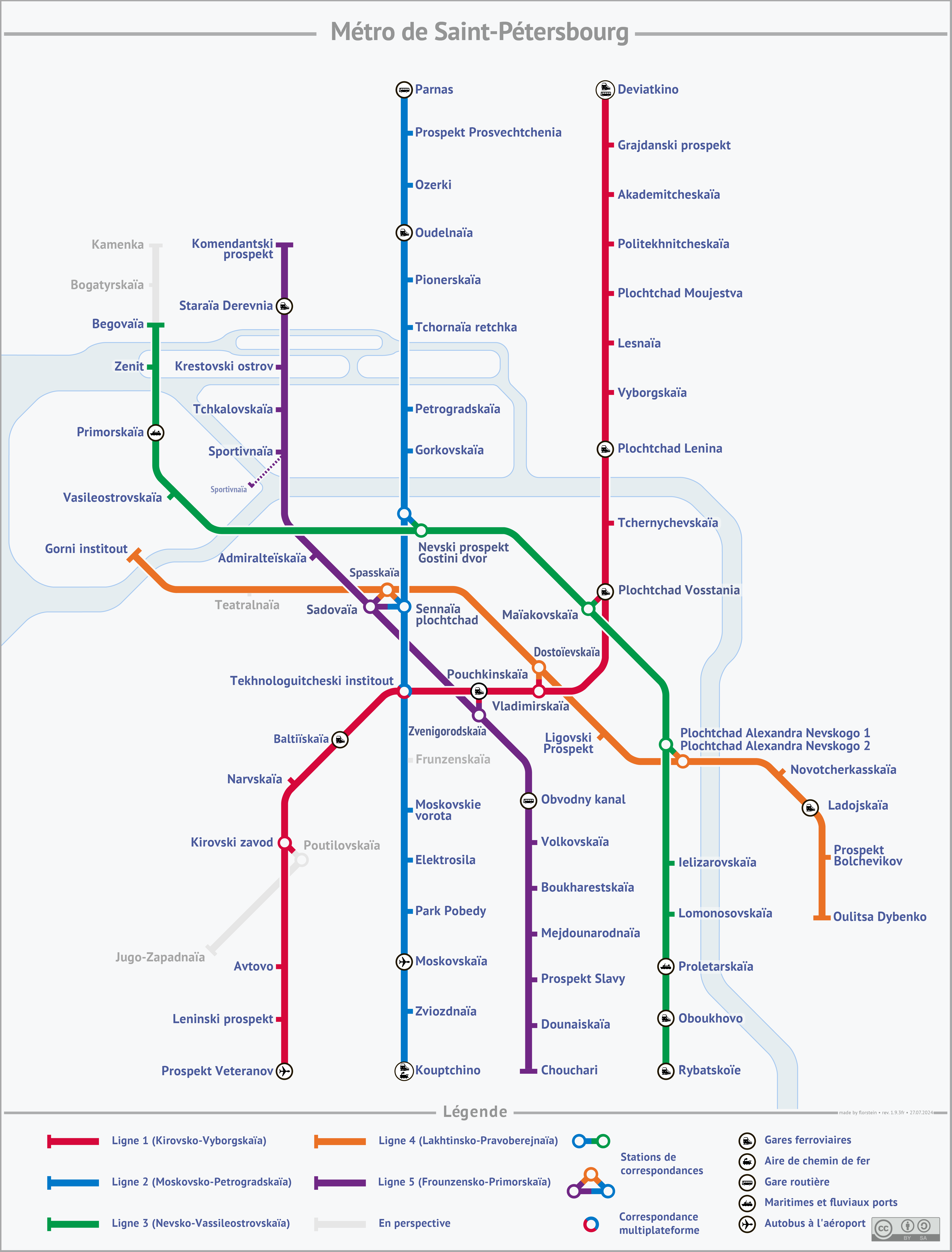
Plan du métro.

Établie en souterrain, à 59 mètres de profondeur, Prospekt Slavy est une station de passage de la ligne 5, du métro de Saint-Pétersbourg. Elle est située entre la station Mejdounarodnaïa, en direction du terminus nord Komendantski prospekt, et la station Dounaïskaïa, en direction du terminus sud Chouchary.
La station dispose d'un quai central encadré par les deux voies de la ligne. 

## Histoire
La station Prospekt Slavy est mise en service le 3 octobre 2019, lors de l'ouverture à l'exploitation du prolongement de Mejdounarodnaïa au terminus Chouchary. Elle est nommée en référence à la voie routière éponyme située à proximité.

## Services aux voyageurs

### Accès et accueil
La station dispose, en surface, de quatre bouches couvertes, deux au nord desservent le hall souterrain nord et deux au sud desservent le hall souterrain sud. Chacun des halls est relié au quai par un tunnel en pente équipé d'escaliers mécaniques.

Installations
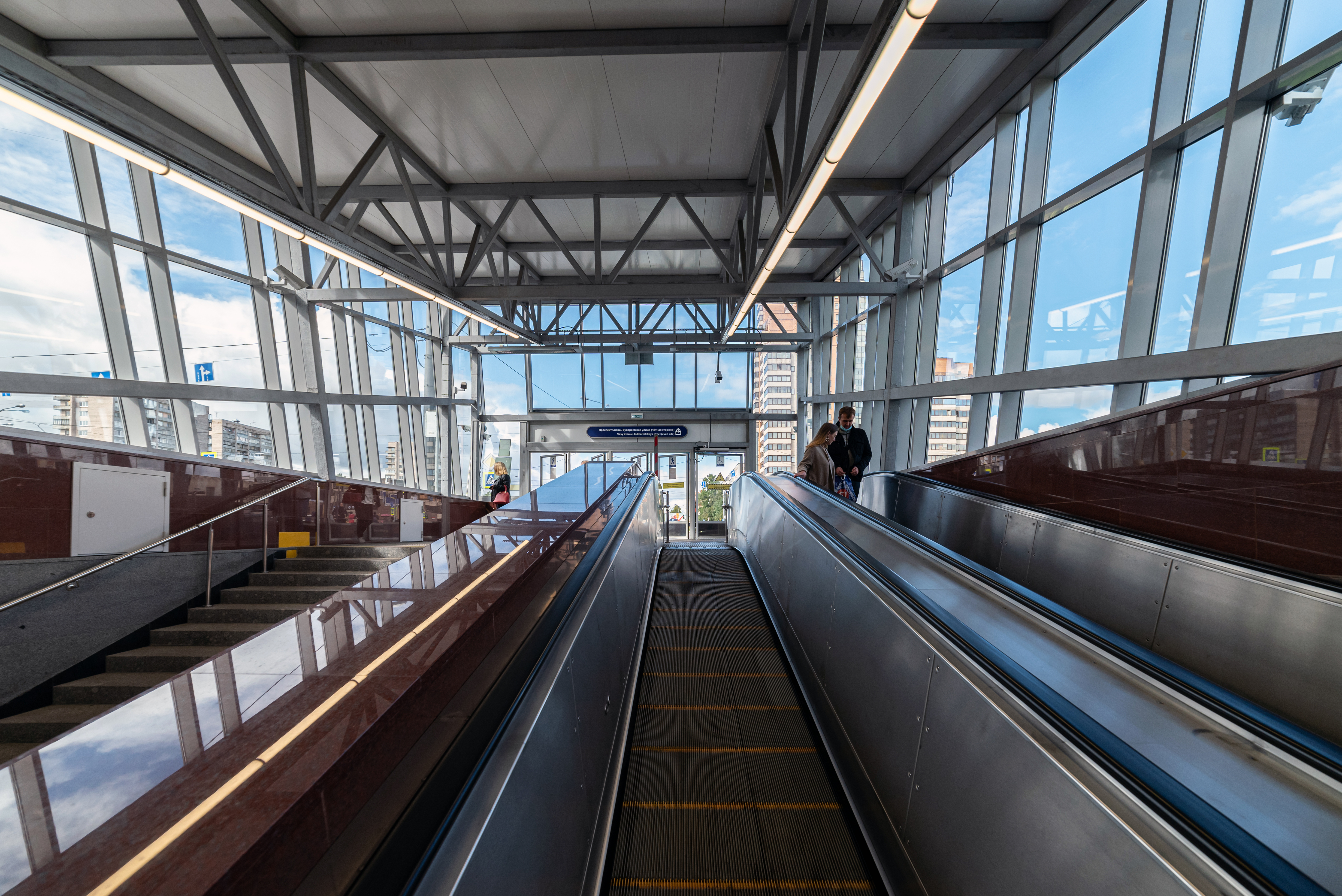
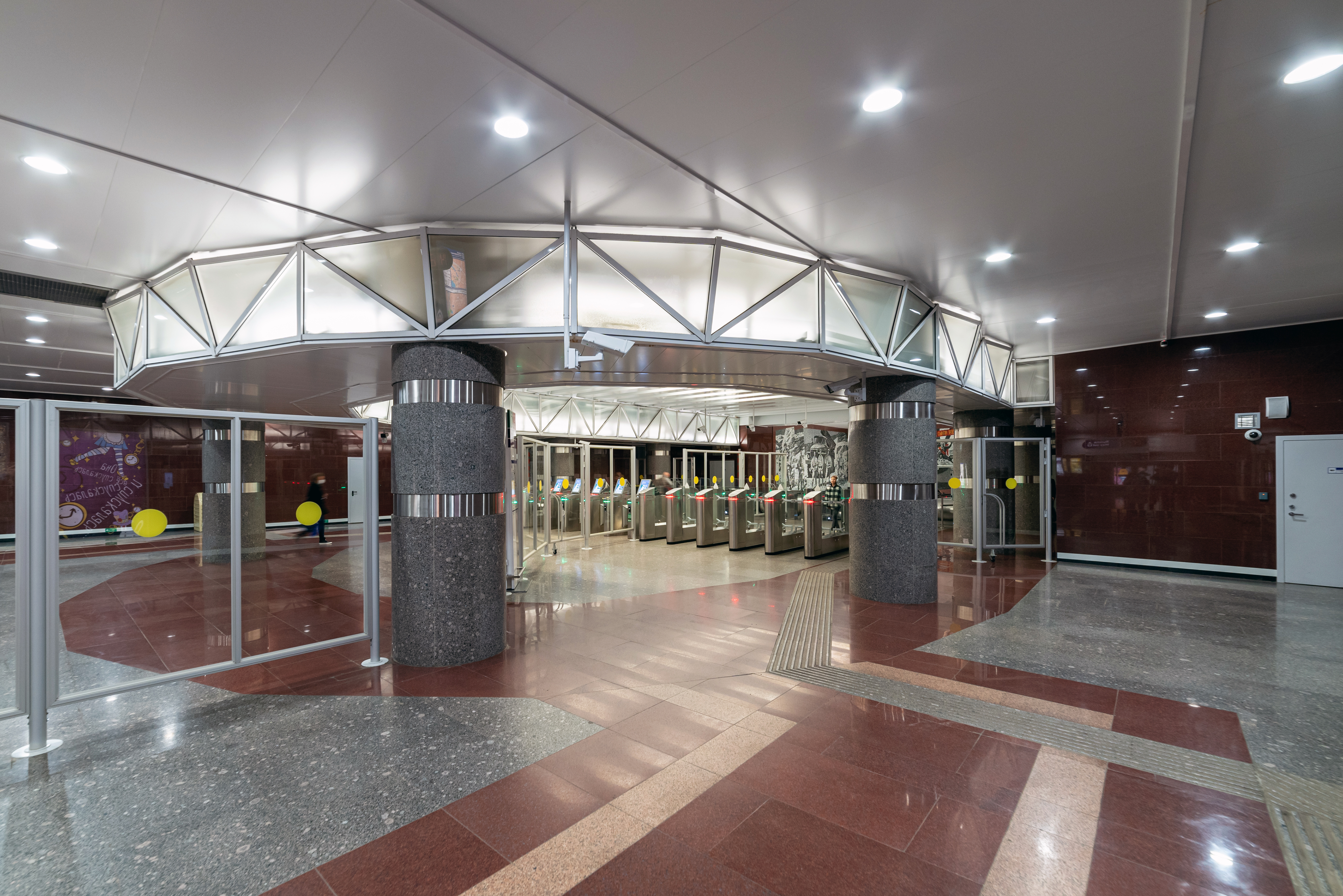
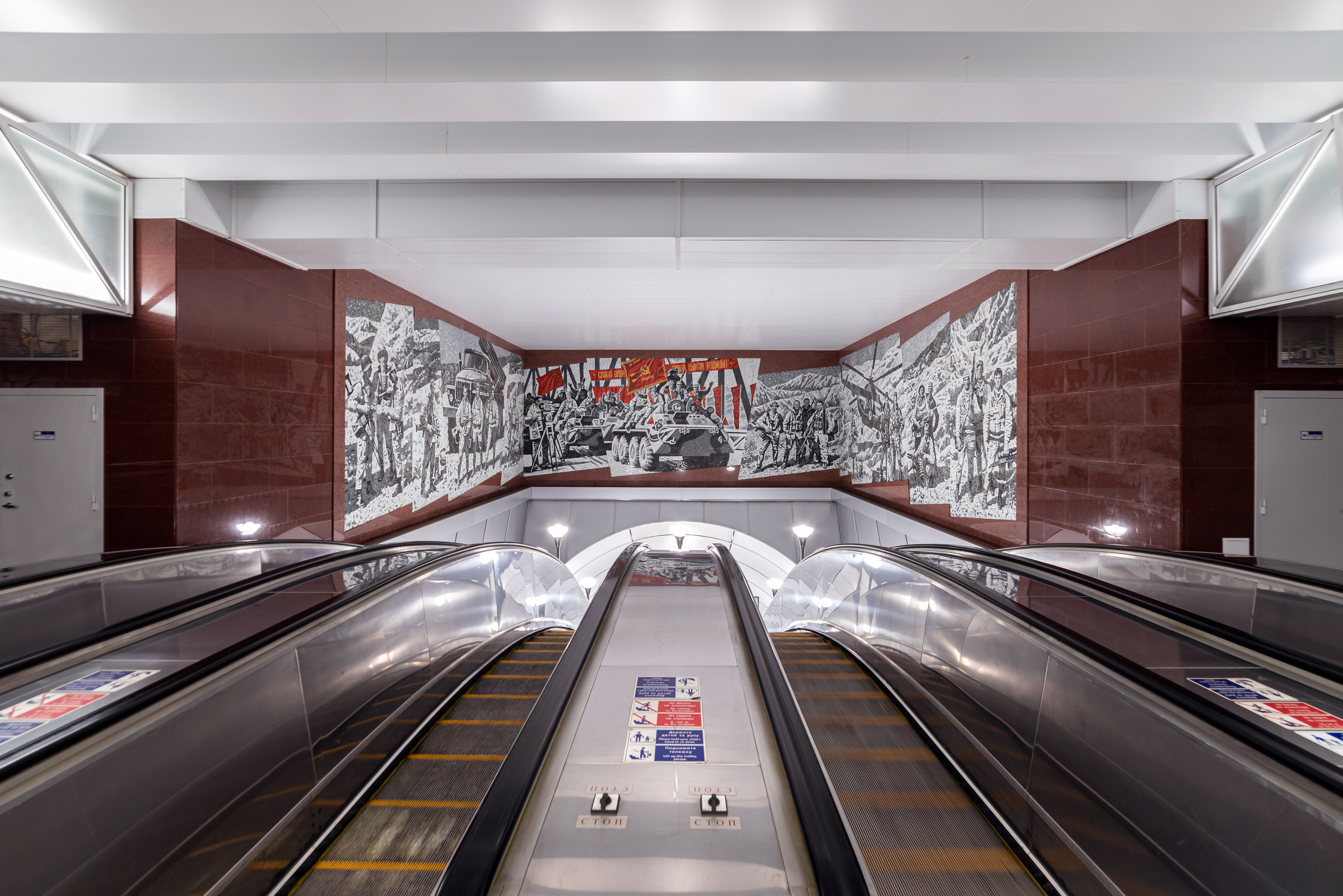

### Desserte
Prospekt Slavy est desservie par les rames de la ligne 5 du métro de Saint-Pétersbourg.

Installations et desserte
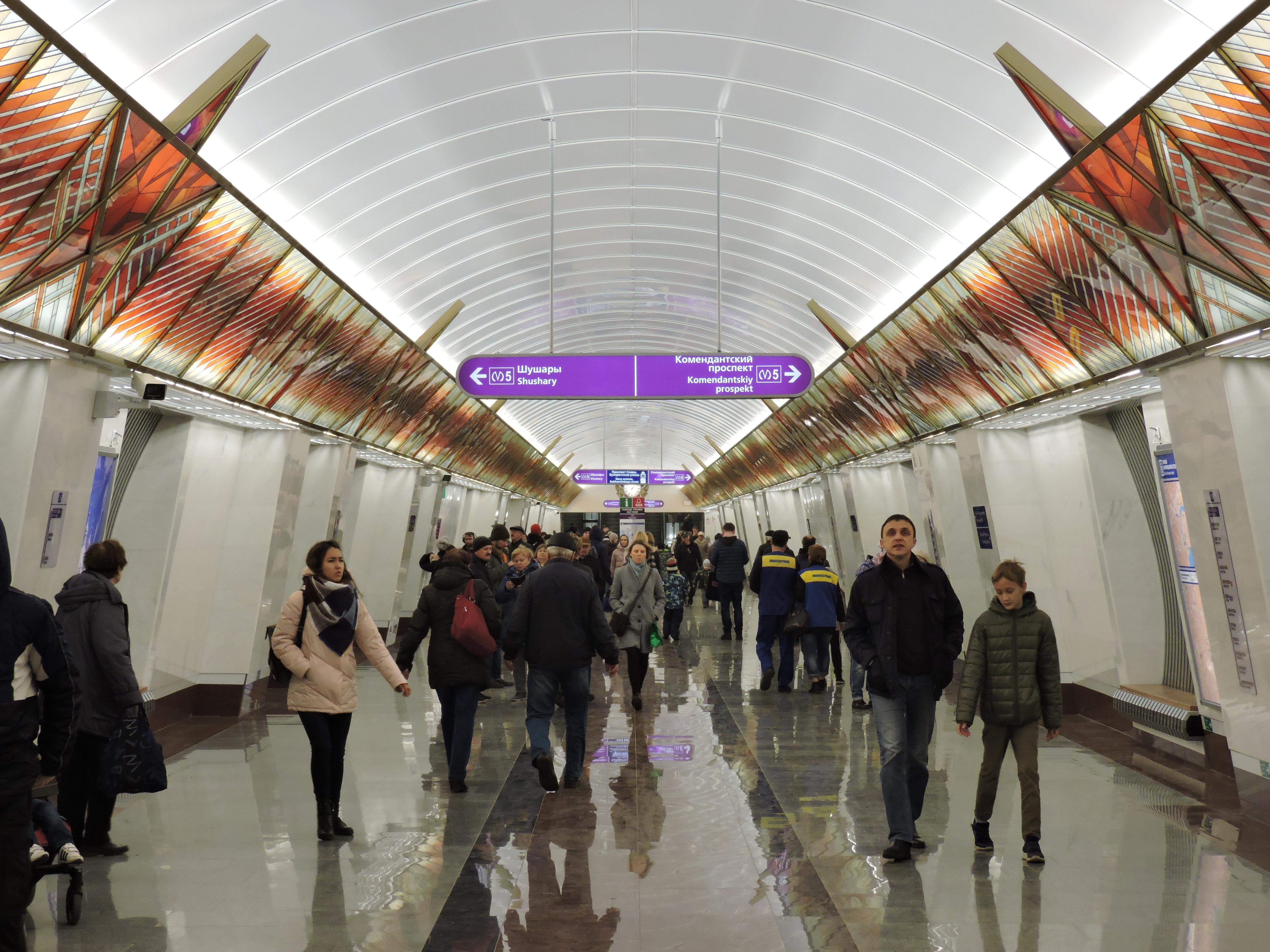
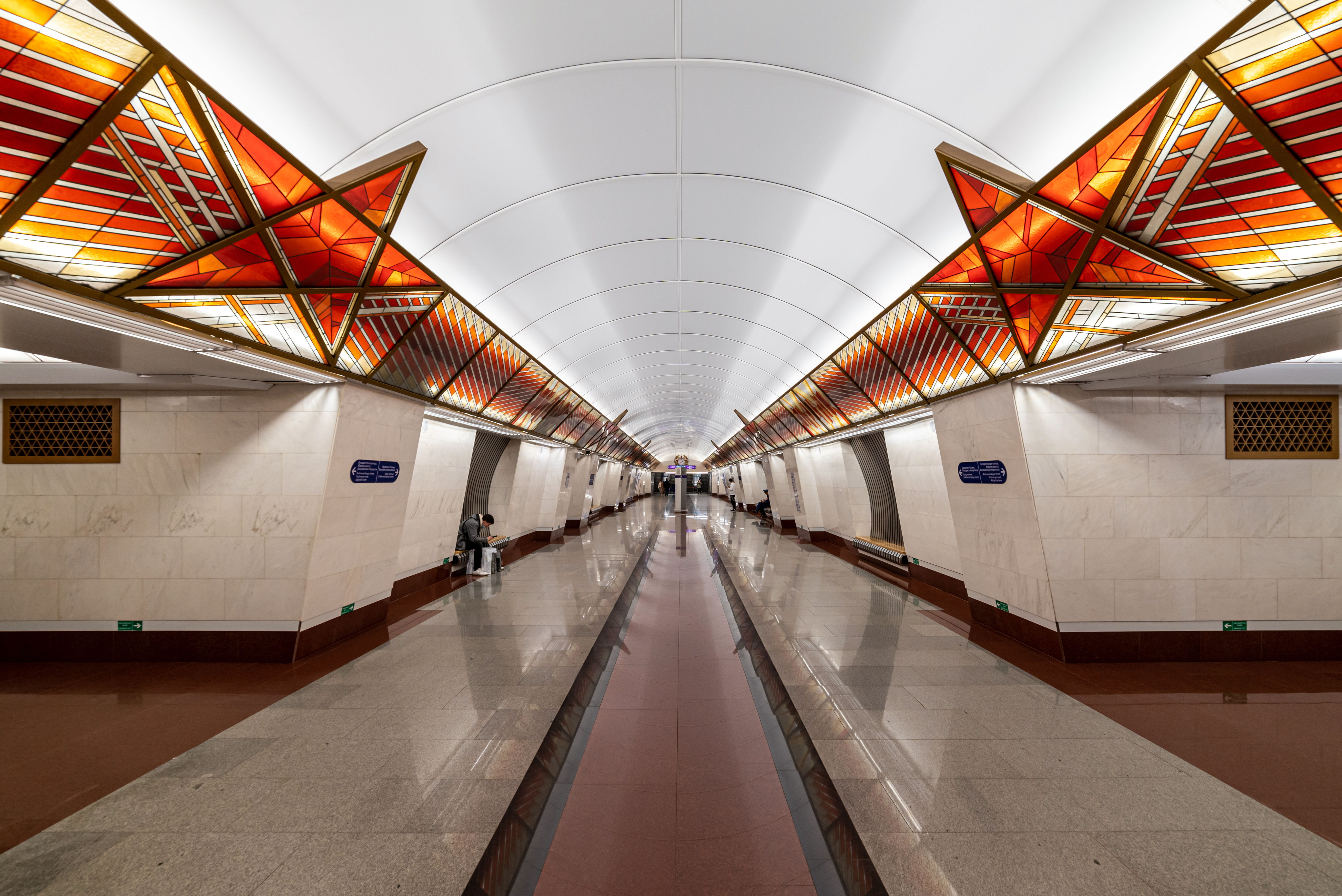
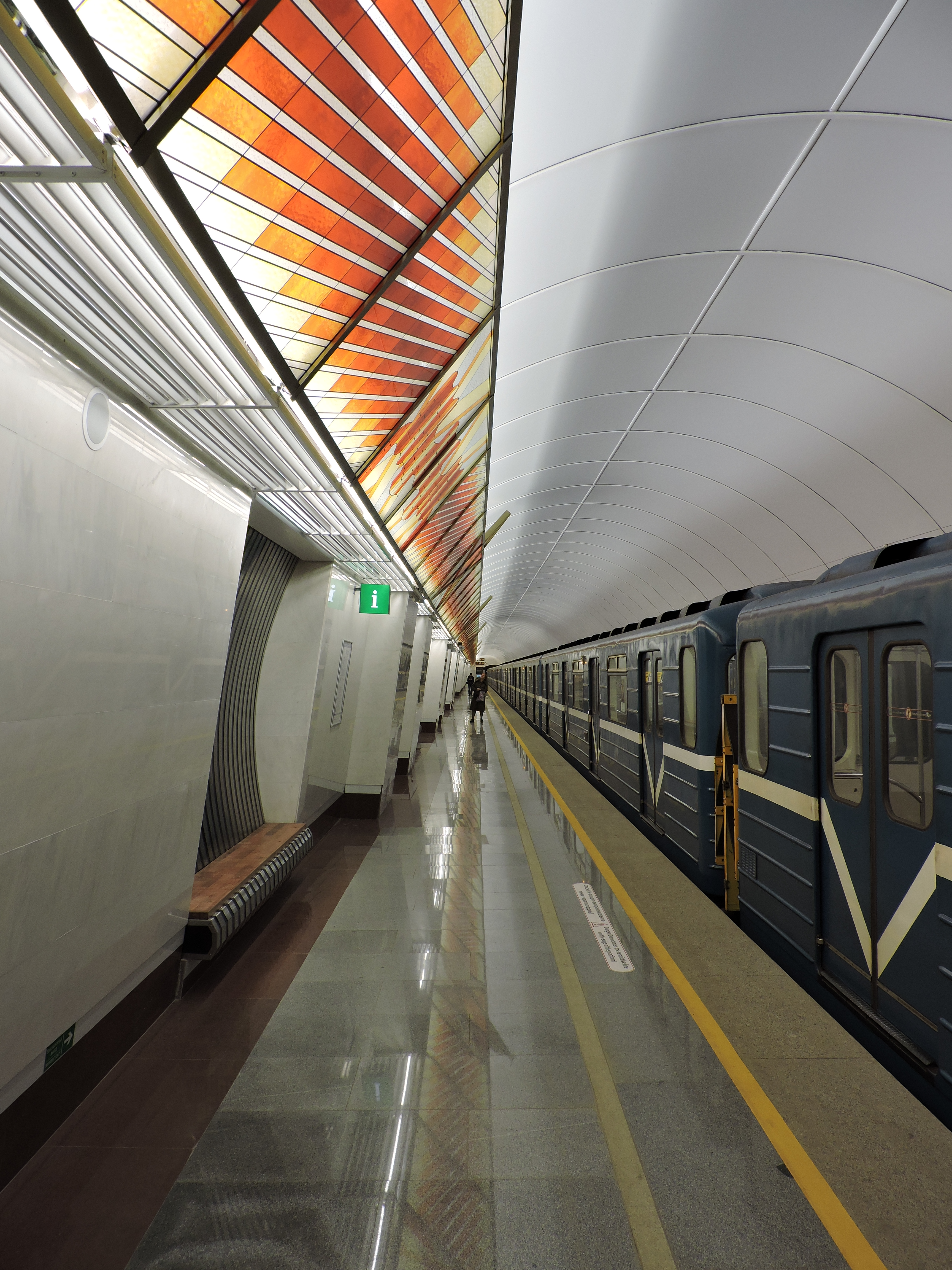

### Intermodalité
À proximité : une station du tramway de Saint-Pétersbourg est desservie par les lignes 25, 43, 45 et 49 ; des arrêts des trolleybus de Saint-Pétersbourg sont desservis par les lignes 26, 27 et 29 ; et des arrêts de bus sont desservis par de nombreuses lignes.